# 1. Mandschurische Armee (Russisches Kaiserreich)
Die 1. Mandschurische Armee (russisch 1-й Маньчжурская армия, 1-j Mantschschurskaja armija) war ein Großverband des Kaiserlich Russischen Heeres. Sie wurde im September 1904 aufgestellt und im Februar 1906 aufgelöst.

## Geschichte
Nach der verlorenen Schlacht von Liaoyang hatte Zar Nikolaus II. beschlossen, dass die eingesetzten russischen Kräfte in der Mandschurei nicht mehr von nur einem Kommandeur befehligt werden sollten und teilte deswegen die Mandschurische Armee in die 1., 2. und 3. Mandschurische Armee auf. Im September 1904 wurde die 1. Mandschurische Armee unter dem Befehl von Generalleutnant Nikolai Linewitsch aufgestellt. Sie umfasste Mitte Januar 1905 127 Bataillone, 43 Schwadronen und 360 Feldgeschütze und hatte eine Gesamtstärke von rund 100.000 Mann. Am 15. März 1905 übernahm General Alexei Kuropatkin das Kommando über die Armee. Sie nahm an den Schlachten am Shaho, von Sandepu und von Mukden teil.
Nach Beendigung des Krieges wurde die 1. Mandschurische Armee im Februar 1906 aufgelöst.

## Gliederung
- 1. Armeekorps
  - 22. Infanterie-Division
  - 37. Infanterie-Division
- 2. Unabhängiges Sibirisches Schützenkorps
  - 6. Sibirische Schützen-Division
  - 8. Sibirische Schützen-Division
- 3. Sibirisches Armeekorps
  - 4. Sibirische Schützen-Division
  - 7. Sibirische Schützen-Division
- 4. Sibirisches Armeekorps
  - 2. Sibirische Schützen-Division
  - 3. Sibirische Schützen-Division

## Oberbefehlshaber
|    | Name                                     | Von            | Bis           |
| -- | ---------------------------------------- | -------------- | ------------- |
| 1. | General Nikolai Petrowitsch Linewitsch   | September 1904 | 15. März 1905 |
| 2. | General Alexei Nikolajewitsch Kuropatkin | 15. März 1905  | Februar 1906  |